# 2026
2026 (MMXXVI) bo navadno leto, ki se bo po gregorijanskem koledarju začelo na četrtek.

## Dogodki
- 6. februar - 22. februar - v Milanu in Cortini d'Ampezzo bodo potekale zimske olimpijske igre
- 12. avgust - sončev mrk
- nedoločeno - v Sloveniji bodo potekale državnozborske ter lokalne volitve